# Боробія
Боробія (ісп. Borobia) — муніципалітет в Іспанії, у складі автономної спільноти Кастилія-і-Леон, у провінції Сорія. Населення — 287 осіб (2010).
Муніципалітет розташований на відстані близько 210 км на північний схід від Мадрида, 48 км на схід від Сорії.

## Демографія
Динаміка населення (INE ):